# 名古屋市熱田図書館

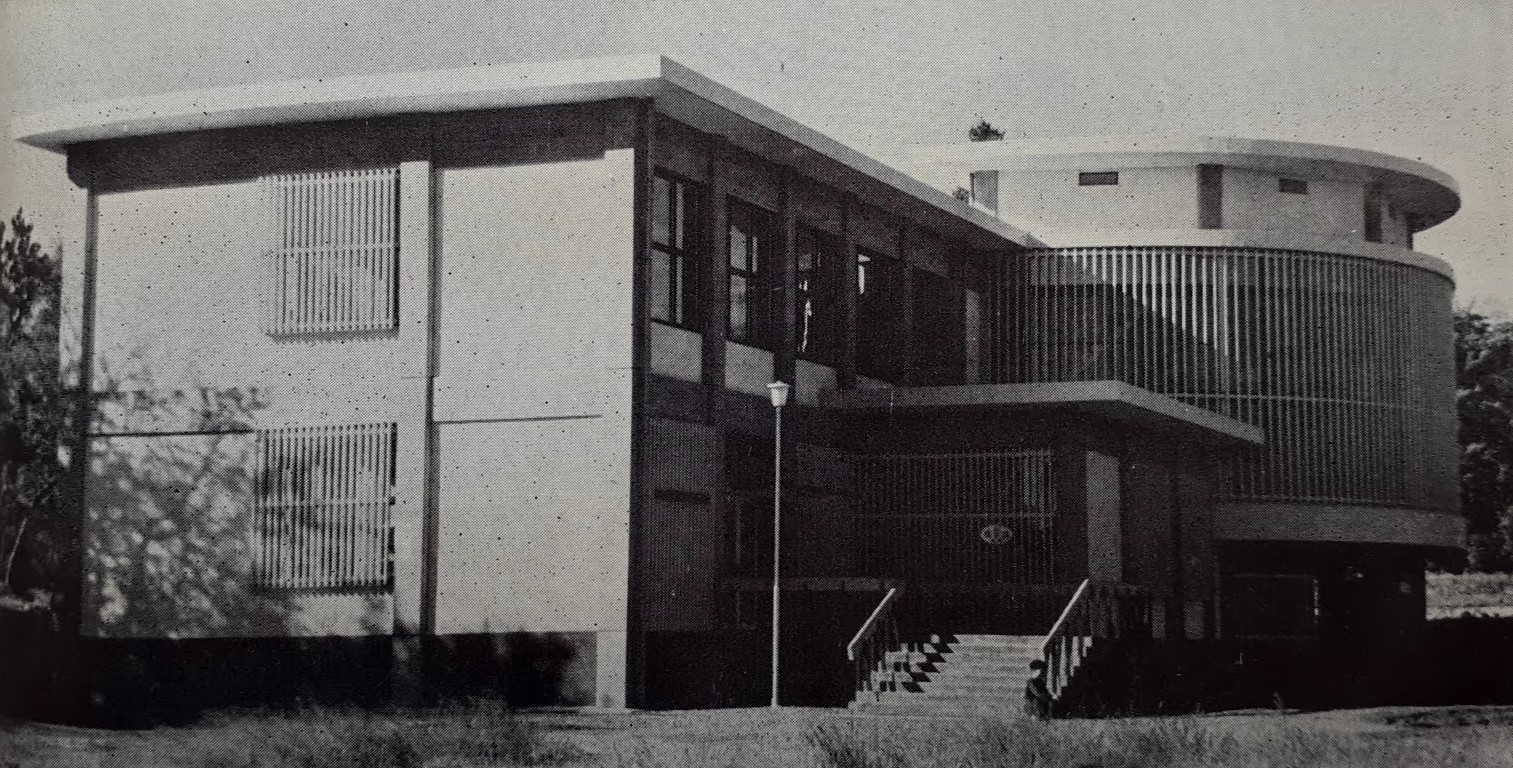
1961年の名古屋市熱田図書館

名古屋市熱田図書館（なごやしあつたとしょかん）は、名古屋市熱田区神宮三丁目にある名古屋市図書館の分館。

## 歴史

### 熱田神宮時代（1960年 - 2001年）
1958年（昭和33年）12月、東邦ガスと名古屋市の間で報償契約更新があり、その記念として東邦ガスが2500万円を市に寄付したいとの申し出があった。それを受けて、その当時名古屋市には図書館が3館（鶴舞・栄・県）しかないことから、図書館の整備に使用することとした。また、敷地については、熱田神宮境内地281坪（928.92平方メートル）を坪単価2万円で購入することとなった。場所は熱田神宮能楽殿の東隣であり、緑に囲まれた静かな環境だった。
寄付は実際には1959年（昭和34年）2月24日に行われ、図書館整備に着手することとなったが、工事自体は伊勢湾台風により遅れ、翌年1月18日に起工した。この工事の際には、古墳時代の須恵器やそれ以降の時代の土器および陶器などが出土し、熱田図書館遺跡と命名されている。図書館の建物は鉄筋コンクリート造3階建であり、長方形と円形を組み合わせた躯体だった。
1960年（昭和35年）9月1日、名古屋市3番目の市立図書館として名古屋市熱田図書館が開館した。当時既設の図書館との差別化を図ることとし、市南部に工業地帯が広がっていることから産業に関する蔵書を重点的に収集すること、慢性的な学習室不足に資するために学習室を提供すること、郷土資料を収集することなどの方針を示した。
名古屋南ロータリークラブから提供を受けた岩波文庫を南ロータリー文庫として整備したり、小林橘川夫人より寄付を受けた図書438冊を橘川文庫として整備するなど、徐々に図書館として充実していった。
また、1967年（昭和42年）5月30日には井上護謨工業により、冷房整備費480万円の寄付があり、全館冷房を実現している。
館の充実に伴い増築することとなり、1971年（昭和46年）11月には熱田神宮より土地が、東邦ガスから3000万円の寄付があった。増設部分は1973年（昭和48年）3月31日に竣工し、6月に開業した。

### 複合施設時代（2001年 - ）
2001年（平成13年）10月9日にはJR東海道本線 熱田駅近くの区役所等複合施設に移転開館した。

## サービス
図書館の入館や利用はだれでも可能であるが、館外貸出には利用者登録が必要で愛知県在住・在勤・在学者のみが可能となっている。

### 館外貸出
図書が最大14日で6冊まで、それとは別に紙芝居が3組、カセットテープ・CD・DVDが3点、紙芝居舞台1台の館外帯出が可能である。また、返却は紙芝居の舞台以外であれば貸し出し館に限らず名古屋市図書館各館において行うことができる。ただし、貸出点数に関しては、名古屋市図書館全館で共通して計算する。

### 開館時間
- 火 - 土：9時30分 - 19時00分[WEB 3]
- 日・祝日：9時30分 - 17時00分[WEB 3]

### 休館日
- 月曜日（祝日の場合は開館し翌日休館）[WEB 3]
- 毎月第3金曜日（祝日の場合は開館）[WEB 3]
- 特別整理期間[WEB 3]
- 年末年始（12月29日から1月4日まで）[WEB 3]

### WEB
1. 1 2 3 4 5 6 7 8  名古屋市鶴舞中央図書館 (2016年7月). “名古屋市立図書館年報 平成28年版” (pdf). 2017年6月7日閲覧。
2. 1 2 3 4  名古屋市鶴舞中央図書館. “はじめての方へ（利用案内）”. 2015年2月15日閲覧。
3. 1 2 3 4 5 6  名古屋市鶴舞中央図書館. “開館時間と休館日”. 2015年2月15日閲覧。

### 書籍
1. 1 2  名古屋市熱田図書館 1991, p. 1.
2. ↑  名古屋市熱田図書館 1991, p. 6.
3. 1 2 3  名古屋市鶴舞図書館 1963, p. 74.
4. ↑  名古屋市熱田図書館 1991, p. 2-6.
5. ↑  熱田区制五十周年記念誌編集部会 1987, pp. 81–82.
6. ↑  名古屋市熱田図書館 1991, p. 11.
7. ↑  名古屋市熱田図書館 1991, p. 11-16.
8. 1 2  名古屋市熱田図書館 1991, p. 25.
9. ↑  名古屋市熱田図書館 1991, p. 34.